# 맛탕
맛탕은 한입크기로 썰어 튀긴 고구마, 당근, 감자, 옥수수 등에 설탕과 물엿을 졸여 만든 시럽을 입힌 음식이다.
기름에 설탕을 녹여 입혀 겉이 바삭바삭한 바쓰와는 달리, 시럽을 끼얹어 부드럽다.

## 같이 보기
- 바쓰